# ガッツ石松
ガッツ 石松（ガッツ いしまつ、1949年〈昭和24年〉6月5日 - ）は、日本の男性俳優、タレント、政治活動家。元プロボクサー。元WBC世界ライト級王者。本名は、鈴木 有二（すずき ゆうじ）。栃木県上都賀郡清洲村（粟野町を経て、現在の鹿沼市）出身。株式会社 ガッツ・エンタープライズ代表取締役社長。タレントの鈴木佑季は長女。

## 概要
プロボクサー時代はヨネクラボクシングジムに所属し、アジア人で初のWBC世界ライト級チャンピオンだった。当時はWBCとWBAの2団体しかない時代で、ライト級は非常に層が厚い階級だったが、世界の強豪を抑えてタイトルを5度防衛した。ボクサーとしての生涯戦績は、51戦31勝（17KO）14敗6分だった。
ボクシング引退後はタレント、俳優として長く活動している。
1996年、森喜朗の勧めで第41回衆議院議員総選挙に東京都第9区から自由民主党公認で立候補したが落選した。
粟野町役場庁舎内（現在は、鹿沼市役所粟野支所庁舎）に、「粟野町出身の名誉人」として、額入りの顔写真を掲げられている。

## 来歴

### ボクサー時代まで
中学生時代は学校の体育の教師を夢見ていたが、家庭の経済的事情のため進学を断念し、中学卒業とともに上京した。様々な職業を転々としながら、ボクシング修行を続ける。
最初のプロテスト不合格を経て1966年12月11日に藤原正夫（堀口）に1回KO勝ちでプロデビューを果たした。当時のリングネームは鈴木石松だった。「石松」の由来は「死んでも直らないほどのおっちょこちょい」という森の石松である。4回戦時代は当初、勝ったり負けたりの状態であり、1回KO負け（1967年8月9日、村林桂次（木村）戦）の経験もある。後にヨネクラジムと契約していたエディ・タウンゼントの教えを受けている。
1969年、全日本ライト級新人王となった。同期の新人王にウェルター級の輪島功一がいた。
1970年1月25日、世界王座挑戦がほぼ決まっていた東洋ライト級王者・ジャガー柿沢（中村）の前哨戦の相手に選ばれるが、番狂わせの一方的な判定勝ちを収め、柿沢に代わって世界挑戦権を得る。
1970年6月6日、パナマでWBA・WBC世界ライト級王座に挑戦したが、イスマエル・ラグナ（パナマ）に13回TKO負けを喫する。
1971年3月3日、日本ライト級王者高山将孝（堀口）に挑むが、10回引分でタイトル奪取はならなかった。
1972年1月16日、5か月前にKO負けしている門田新一（三迫）の東洋ライト級タイトルに挑戦し、今度は判定勝ちで王座奪取する。試合後「今の目標は、生意気ですが、ブキャナン（当時WBA王者）です」と語ったが、3年後には王者としてこのブキャナンの挑戦を受けることになる。東洋ライト級王者となった後、池袋で白タクの利権がらみで弟にからんだトラック運転手等15人を相手に喧嘩をし、2人をKOしたという事件（俗に言う池袋乱闘事件）を起こし、現行犯逮捕された（後に正当防衛を認められ釈放された）。その時の事情聴取でガッツは「チャンピオンは“いついかなる時でも誰の挑戦でも受けなければならない”と賞状に書いてある」と供述した。その後2日間勾留されたが、プロボクサーライセンス剥奪には至らなかった。
1973年9月8日、WBA世界ライト級王座に挑戦した。石の拳ロベルト・デュラン（パナマ）の持つ世界ライト級王座に敵地パナマで挑戦し、10回KO負けを喫した。試合の勝敗以前にガッツの「パナマのリングは暑くてスタミナが持たない、こりゃ勝てない」という諦めの早さに米倉健司会長は怒ったという。しかしガッツは全盛期のデュランとの戦いで「世界チャンピオンは確かに強いがこんなものか。技術的にはそんなに劣っていない！自分のスタミナさえあれば勝てない相手ではない」とボクシングの悟りをひらいたと言う。
当時はこのように、試合で少しでも形勢が悪くなると試合放棄に近い行動を取り、勝てる試合を落としたり（日本の世界王者の中でチャンピオンになる前に10敗以上しているのはガッツのみである）、ランニングが嫌いで「ランニング行って来ると言ってはジムを出て、帰りに水を被ってくる（本人談）」ということがしばしばあったため、ジム側が「ガッツのあるボクサーになってくれるように」との思いを込めて「ガッツ石松」にリングネームを改める。
1974年4月11日、東京・日大講堂で、WBC世界ライト級王座に挑戦し、ロドルフォ・ゴンザレス（メキシコ）に8回KO勝ちで王座を奪取した。戦績59勝50KO5敗で、しかもその前5年間の敗北は一階級上の名王者アントニオ・セルバンテス（コロンビア）に喫した1敗のみという王者に対し、ガッツの戦績は26勝14KO11敗6分であったため、下馬評はガッツは99%勝てない。と言われる程の圧倒的不利の予想であった。だが、試合が始まってみるとガッツは絶好調で、毎回ほぼ互角の打ち合いが続いた。8回、ガッツのパンチを吸収し、動きがやや重くなった王者に対し、ガッツは強烈な左フックをヒットさせ、ロープに下がった王者にすかさず左右を連打しダウンを奪った。ややレフェリーのカウントはロング気味で、何とか立ち上がったゴンザレスから、すかさずガッツは2度目のダウンを奪う。ところが、レフェリーはこれを「スリップ」と判断し、なおかつキャンバスに倒れた王者を助け起こすルール違反を犯す。セコンドの米倉健司、エディ・タウンゼントらが激高し、抗議のためリングに上がりかけるほどの事態だったが、ガッツは冷静に「大丈夫。倒すから」とセコンド陣を制したのち、その言葉どおりにコーナーでゴンザレスを乱打して、今度こそキャンバスに完全に沈めた。最初のダウンを奪ったパンチは、本人曰く「ワンツーパンチ」だが、左・右を繰り出す間隔が短く相手には右腕の動きが見切れないことから、“幻の右”と評された（試合後のインタビューで自ら語っていたという説もある）。トレーナーのエディ・タウンゼントも「今日のイシマツ、新しい力入ったのよ。」と驚いたほどの会心の出来だった。この試合は本来3か月前に行われるはずであったが、ゴンザレスがクモに噛まれたために延期になった。後に、ガッツは「この3か月の延期によってスタミナを付けることができた。私には運があった。」と述べている。この対戦から32年後に番組の企画で再会した際、ゴンザレスも貧しい家に生まれたこと、ボクシングの世界チャンピオンになったこと、そして、引退後に俳優になったことなど、あらゆる点で共通していたことを知る。ゴンザレスへの挑戦前は、世界王座獲得後は元の鈴木石松に戻すと語っていたが、実行しなかった。
世界王者を獲得したファイトマネーで実家の老朽化した家に住む両親に新築の一軒家をプレゼントした。その頃、妻と娘の3人暮らしも貧しかったが、ガッツは妻に「世界チャンピオンになった、このファイトマネーは俺にくれ！実家の暮らしを助けるために俺はボクシングを始めたんだ。俺は、これから必ず5回は防衛するから」と告げると妻もそれを容認した。この後、約束通り5回の防衛に成功する。
1974年9月12日、愛知県体育館でチュリー・ピネダ（メキシコ）を相手に初防衛戦に臨み、風邪をひいて最悪の体調のため苦戦するが、辛くも引き分けで初防衛に成功した。
1974年11月28日、大阪府立体育会館で、ロドルフォ・ゴンザレスとリターンマッチで対戦し、12回KO勝ちで2度目の防衛に成功した。
1975年2月27日、東京体育館で、元WBA・WBC王者であり、超一流のテクニシャンとしても名高い世界1位の指名挑戦者ケン・ブキャナン（イギリス
）相手の防衛戦を行う。この試合まで56勝25KO2敗の戦績のブキャナンは、その5年前にガッツの挑戦を退けた直後のラグナから15回判定勝ちで王座を奪取し、3度目の防衛戦で、ややローブロー気味のボディブローでロベルト・デュランにKO負けし、WBA王座を奪われたものの、その後3年間は負けなしで（13戦全勝9KO勝ち）、ガッツ自身を始め、日本の一流どころがいずれも勝てなかった李昌吉（韓国）にも2回KO勝ちしていた。序盤はガッツがブキャナンの左に合わせて、威力ある右を再三ヒットさせ、ブキャナンは左目が腫れてふさがったが、中盤はブキャナンが全盛期を思わせるスピードでガッツの廻りを動きながら、左ジャブを再三ヒットし、ポイントをリードした。これに対し、ガッツは12回、左右を風車のように振り回す「ケンカ殺法」でブキャナンのペースを乱し、13回には右を決めてダウンを奪う（判定はスリップだったが、イギリス人のジャッジ、ハリー・ギブスはこの回を10対8でガッツに付けている）など最後の3Rはほぼ一方的に打ちまくって3-0の判定勝ちで3度目の防衛に成功した。WBCは、この月の月間MVPにガッツを選出した。最強の挑戦者ブキャナンを下したことで、ガッツの評価は揺るぎないものになった。
1975年6月5日、大阪の近大記念体育館で前回引き分けているチュリー・ピネダと再戦し、今回もやや手こずったが、終盤はアウトボクシングするなど、ピネダの攻勢をかわし、3-0の判定勝ちで4度目の防衛に成功した。このあたりから、ライト級の体重維持がだんだん苦しくなる。
1975年12月4日、東京・日大講堂で、アルバロ・ロハス（コスタリカ）を苦戦の末、10回に右アッパーでダウン寸前に追い込み、14回に右アッパーの一撃で倒し5度目の防衛に成功した。
1976年5月8日、6度目の防衛戦でエステバン・デ・ヘスス（プエルトリコ）に15回判定で敗れ王座から陥落した。この試合、経済的に後進地域だったプエルトリコが、当時としては異例の20万ドルをガッツのファイトマネーに用意した。プエルトリコの英雄ヘススへの期待とガッツの知名度、人気の高さも関係していた。
1977年4月2日、WBC世界ジュニアウェルター級王座に挑戦するが、センサク・ムアンスリン（タイ）に6回KO負けで2階級制覇はならなかった。この試合、ガッツにとって1年ぶりの試合であり、約15kgの減量を余儀なくされていた。
1978年、後の日本スーパーウェルター級王者・新井容日（大星）に判定負けし、引退した。

### 引退後

#### 俳優・タレント活動
タレントに転身し、俳優としてもドラマや映画に起用されるようになる。テレビのバラエティ番組などにおいては、その特異なキャラクターを生かしている。現在数多く存在する元ボクサータレントの草分け的存在でもある。
東映の任侠映画が大好きで、高倉健と菅原文太の大ファンである。上京後、ボクシング修行時代の1969年には役者にもなりたいと東映東京撮影所に売り込みに行った。演技の学校の月謝が3万円と聞いて極貧時代の当時では断念せざるを得なかったが、元々ボクシングで強くなる目的は、有名になって映画に出たいからだった。
プロボクサーから俳優に転向したときは、「ボクシングで有名になったからといって、俳優などできるはずがない」と反対されたが、ただ、少年時代から憧れだった高倉健と共演したかっただけだという。そもそも東京に来てボクサーになった動機が「有名になって健さんと共演したかったから」だと後に語っている。俳優転向後、ハリウッド映画『ブラック・レイン』のヤクザ役でその夢を果たした（現役時代に高倉健主演「神戸国際ギャング（1975年）」に出演している）。1987年にはスティーヴン・スピルバーグ監督作『太陽の帝国』にも出演している。
テレビドラマでは『北の国から』や『おしん』など、多数出演した。『北の国から』の最初のテレビシリーズでは、ボクシングに挑戦する設定の北村草太を演じる岩城滉一に指導をおこない、岩城は「勝ったらシナリオを変える」という前提でプロの4回戦選手と実際に試合をした。 
円谷プロ作品にも度々出演しており『ぼくら野球探偵団』ではレギュラーで一人二役をこなし、『ウルトラマン80』と『ウルトラマンティガ』にゲスト出演している。
自ら監督・企画・脚本・製作・製作総指揮を務めた映画作品に『カンバック』（1990年）、『罪と罰』（2011年）がある。
2004年には、お笑い芸人・はなわのネタから生まれたCDシングル『伝説の男 〜ビバ・ガッツ〜』でブレイクした。

#### ボクシング界との関わり
ボクシング界との関係を断ってはおらず、以下のような活動をおこなっている。
1995年世界タイトル初挑戦時の平仲信敏の特別コーチを務めた。
TBSが2006年8月2日に中継したWBA世界ライトフライ級王座決定戦における亀田興毅勝利の判定について、ガッツ石松も業界の1人としてメディアから取材を受けた。インタビュー映像や、同件に関してコメンテーターとしてワイドショーに出演した際などは、淡々と意見を述べていた。テレビ朝日の朝の情報番組・『スーパーモーニング』でガッツと当番組のコメンテーターやくみつるが判定に苦言を呈したり、パフォーマンスや言動に対して苦言を呈したことに王者である興毅の父親でトレーナーでもある亀田史郎が番組への不満を露わにしたことで出演を望み、公開討論が設定された。史郎から「掘り起こすようにこの試合は負けだったというのはおかしい」「ガッツさんには世界チャンピオンらしいコメントしてほしい」などガッツが「私のジャッジでは亀田の勝ちではない」と発言したことに不快感を示し口調も荒かったが、それでもガッツは「私は元世界チャンピオンとしてこの試合は亀田の勝ちじゃないと言ってる人に説明責任がある」と言い淡々と意見を述べた。この討論に同席したやくみつるが史郎を挑発した際には、「やくさん、この場でそういうことをやるのはおかしい」と窘めていた。パフォーマンスはボクシングにはよくあることでそれはやってもいいと述べていた。一方で史郎がこの王座決定戦前の計量でファン・ランダエタからオムツを渡された興毅が激怒してオムツを床に叩きつけた際に、史郎にランダエタが「これ被っとけアホ」と軽く言った後に大声で「お前オムツやっとけやオムツアホオラ！」と暴言を吐いたことには「あの場で周りのスタッフが相手選手に暴言吐くなんてありえない。そんなことは全世界どこでもやってない」「親父さんが出ちゃダメ。実際に闘うのは息子本人であってあんた（史郎）じゃねんだよ」と苦言を呈した。
その後、テレビ東京が2006年9月18日に中継したWBC世界スーパーフライ級暫定王座決定戦の川嶋勝重対クリスチャン・ミハレス戦にゲストで招かれた（川嶋の師匠である大橋秀行はヨネクラの後輩）。ダウンを奪った川嶋が1-2で判定負けし、亀田戦同様「疑惑の判定」と言われかねない試合だった。しかし、独自採点を中継中に公表し、ガッツの採点はジャッジ2名と同じ113-114で川嶋の負けであった。
2010年に、元世界王者により発足した「プロボクシング・世界チャンピオン会」初代会長に就任した。

## ボクサーとしての特徴
幻の右と言われたパンチが注目されていたが、防御面でも卓越した技術を持っていた。
なお、「ガッツポーズの創始者」として語られることがあるが、これは誤りである。ただし、ボクサーとしての現役時代からガッツポーズを披露している（該当項目参照）。

## 人物
バナナ好きで有名であり、家のそこら中にはバナナが置いてありいつでもバナナが食べられるようになっている。テレビ番組『めちゃ×2イケてるッ!』の「寝起き早食い選手権」でもすぐにバナナを食べる驚異的な記録を持つ。ただし、番組内で目隠しをして何を食べたか当てるコーナー（ウマイム寺）に出演し、バナナで問題を出されたが「オムレツ」と答えてしまい当てることが出来なかった。初めてバナナを食べたのは、ボクシングでファイトマネーを手に入れてからだという。現代のバナナはフィリピンのプランテーションで大量生産されていることもあって、果物の中でも最も安い部類に入るが、1970年代当時は流通量が少なく高価な果物で、庶民にとってはお祝いやお見舞いなどの特別な時以外は購入できなかった。
娘の鈴木佑季とともに、日本バナナ輸入組合主催の「第一回勝手にバナナ大賞」を受賞した。その授賞式とトークショーは、8月7日のバナナの日に執り行われた。ちなみに、副賞としてバナナ1年分が進呈された。
かつて自由民主党から国政選挙に出馬経験があるが、「いま憲法を変えようという声もあるけど、僕は変えなくてもいいと思ってます。だって、日本という国がずっと戦争しないでこれた。経済的に豊かになったのも、この九条のおかげでしょ。武力でなく解決の方向を見つけていくためには、九条は必要だと思うね。戦争をしない国にしていかないと」「共産党は筋を通して頑張っている。小選挙区でも勝てるようになってほしい」などと発言しており、護憲派としての立場が鮮明である。一方、2012年秋、正論の特集記事で、だれが次の総理にふさわしいか聞かれたときは、強いリーダーシップを持つ政治家が求められるとして、改憲派の石原慎太郎を推していた。この前後に、俳優の菅原文太らと「雷親父の会」を立ち上げた。
鹿沼市西沢町のさつき霊園に生前墓を建立した。墓石には「ガッツ家之墓」と彫られており、下部には後述する「OK牧場」の文字も彫られている。また、ボクシングのグローブとチャンピオンベルトを模った彫刻も併設されている。地元では観光名所とされている。2011年8月1日放送のテレビ朝日の番組「雑学王」においてクイズとしてこの件が紹介された。
日本テレビ「お笑いスター誕生」の審査員を務めたこともある。このときに当時は若手だったハイヒールを「間が悪い」と酷評したこともあったが、このことをリンゴはガッツも「間が悪い一面」があったこともあり、「誰に言われてもいいけど、この人には言われたくない」と納得しなかったという。

## タレントとしてのキャラクター
クイズ番組の解答者などにおける珍解答、何を聞いても「OK牧場」と答えるあっけらかんとしたところがバラエティで受け、ゲストとして重宝される存在となっている。ただし、『クイズダービー』では、番組開始当初の1976年に5枠レギュラー解答者（当時は6枠まであって、6枠がゲスト）として約半年間出演し、97勝94敗・5割0分8厘（平均5勝5敗ペース）という高い正答率を残している。1990年3月の大橋巨泉勇退時と1992年12月の番組最終回では出場者（賭け手）として出演したが、いずれも0点に終わっている。
芸人からガッツがネタにされる例としては、上記のはなわのほか、嘉門タツオもガッツ石松の発言を題材にした楽曲『ガッツ石松伝説』（CDは2002年6月21日リリース）を歌っている（一方で、嘉門のアルバムにガッツは何度も参加している）。また、ビートたけしは『オールナイトニッポン』のパーソナリティの時代に、ガッツ石松と村田英雄の大ボケぶりをからかうコーナーを作って人気を集めていた（披露されていたネタのほとんどはリスナーのハガキ職人から寄せられた作り話）。
フジテレビで放送された映画『カンバック』撮影のドキュメント番組で、三迫ジムの有望株福田健吾にワンシーン出て貰おうと三迫会長と商談し「ワンシーン30万円でどうでしょうか？」とガッツが言ったところ、会長は「おいガッツ……福田健吾はこれからのボクシング界を背負って立つ逸材だぞ。何だよ30万円て？」と気分を害し、ガッツはとりなすように映画スタッフに向かって「100万円！」、会長に「100万円でどうでしょう？」と言い、会長も「100万円ならいいだろう」と返し、どんぶり勘定のガッツに映画スタッフも呆れてしまった様子が放送された。

### OK牧場
以前からガッツ本人が多用していたが、はなわの唄う『伝説の男 〜ビバ・ガッツ〜』のヒットやガッツ本人のいわゆる“伝説”をまとめた本のベストセラー化等によって、2004年の流行語の一つとなった。
自身のホームページに記載されている由来によれば、自身の監督映画『カンバック』を制作するにあたり、映画『ララミー牧場』で知られ、自身の憧れの俳優でもあるロバート・フラーに出演してもらうこととなり、撮影で（監督であるガッツにとって）フラーが最高の演技をしてくれたのに感激して、思わず口をついて出たのがこの言葉であったという。これ以降、何か良いことがあると「OK牧場」と言うようになったということである（一部要約）。
なお、「OK牧場」という言葉自体はガッツが使う以前から、心理学用語や映画『OK牧場の決斗』などで存在しているが、これらの語句の読みは“「おーけー」牧場”であるのに対し、ガッツは“「おっけー」牧場”と発音している。

### OK農場
OK牧場とは対照的になかなか使わない言葉として、「OK農場」というものがある。2006年8月2日に行われた、TBS中継による、亀田興毅のWBA世界ライトフライ級王座決定戦の試合結果について、「よくがんばったが、OK牧場とは言えない。OK農場だな」（要約）などとコメントしている。

### 代表的ギャグ
- OK牧場!（NO牧場、単に「牧場」など変動あり）
- サムタイムときどき（本来「sometimes」が“時々”を意味する英単語だが、意味をはき違えたギャグ）
- 僕さぁ、ボクサーなの
- チョウチョとパピヨンがいっしょに飛んでた

## 出演

### テレビドラマ
- パパ愛してる!! 第14話（1974年、NET）
- プレイガールQ 第44話（1975年・12Ch）
- 新・二人の事件簿 暁に駆ける 第8話「あばずれ」（1976年・ABC / 大映テレビ）
- 大江戸捜査網（12Ch→TX）
  - 第317話「傷だらけ涙の人情駕籠」（1977年） - 丑松
  - 第431話「暴れ駕篭泣き笑いの縁結び」（1980年） - 熊五郎
  - 新・大江戸捜査網（1984年） - さすらいの松五郎
- 土曜ワイド劇場
  - 田舎刑事 時間よ、とまれ（1977年・ANB） - ボクシングジム会長
  - ラーメン刑事「龍」の殺人推理（第1作（2000年）第4作（2003年）・朝日放送）
- 野菊の墓（1977年・ANB）
- 大都会 PARTIII 第24話「冷血」（1979年・NTV） - 上岡勝
- 熱中時代 刑事編 第3話（1979年・NTV） - 菊村五郎
- ぼくら野球探偵団（1980年・12Ch） - 多奈加進介 / 神成課長（二役）
- 柳生あばれ旅 第5話「狼塾に美女がいた -沼津-」（1980年・ANB）- いし
- ウルトラシリーズ
  - ウルトラマン80 第32話「暗黒の海のモンスターシップ」（1980年・TBS） - 山本三郎
  - ウルトラマンティガ 第46話「いざ鎌倉!」（1997年、MBS） - 星野馬之介
- 大河ドラマ（NHK）
  - おんな太閤記（1981年） - 森弥五六
  - いのち（1986年）
  - 春日局（1989年） - 東陽坊長盛
- 遠山の金さん 第1シリーズ 第17話「花の侠客! 国定忠治江戸日記」（1982年、ANB） - 国定忠治
- 北の国から（1981年 - 2002年・フジテレビ） - 成田新吉
- 君は海を見たか（1982年・フジテレビ）
- 神戸っ子純情（1983年10月22日、MBS 特別出演）
- 連続テレビ小説（NHK）
  - おしん（1983年 - 1984年） - 中沢健
  - はね駒（1986年） ‐ 橘彌七
  - まれ（2015年） - 角慎一郎
- 太陽にほえろ! 第581話「逃げない男」（1983年・NTV） - 源田五郎
- 眠狂四郎無頼控 第12話「闇の狩人 少女を食べる鬼」（1983年・テレビ東京） - 馬吉
- 新ハングマン（朝日放送） - 私立探偵・三好忠治 
  - 第12話「サラ金苦につけこむ吸血肩代わり屋」（1983年）
  - 第13話「天使を喰うハイエナ病院」（1983年）
- 京都マル秘指令 ザ新選組（1984年、朝日放送） - 永倉岩夫
- ただいま絶好調! 第2話「旅芝居ロック一座」（1985年・テレビ朝日）
- ライスカレー（1986年・フジテレビ）
- セーラー服反逆同盟 第8話 「ツッパリ候補生!」（1986年・日本テレビ） - アニキ
- キスより簡単（1987年・フジテレビ） - 片桐
- 火曜サスペンス劇場（日本テレビ）
  - 「乱れからくり」（1982年、円谷プロダクション） - 角海老
  - 「ラーメン横町・女たちの危険な午後」（1988年、PDS） - 丸川
  - 「小京都ミステリー20」（1997年） - 岩倉警部補
- 鬼平犯科帳（フジテレビ）
  - 第1シリーズ 第7話「明神の次郎吉」（1989年） - 明神の次郎吉
  - 第4シリーズ 第8話「鬼坊主の女」（1993年） - 鬼坊主 清吉
- 子連れ狼（1989年・テレビ朝日） - 飛甚左
- 日本一のカッ飛び男（1990年・フジテレビ） - 戸塚警部
- 火の用心（1990年、日本テレビ） - 野中捨吉
- 並木家の人々（1993年、フジテレビ） - 本保
- 金曜エンタテイメント
  - 収容所（ラーゲリ）から来た遺書（1993年8月13日、フジテレビ）
- 四匹の用心棒 (5) かかし半兵衛無頼旅（1993年、ANB / 東映） - 竜神の鬼三次
- 織田信長（1994年、TX / 東映） - 蜂須賀小六
- ブラックジャックによろしく（2003年・TBS） - 宮村和男
- トリック（2003年・テレビ朝日） - ガッツ石まっ虫 / 金井源三（二役）
- 農家のヨメになりたい（2004年・NHK） - 吉川薫
- 水曜プレミア「つぐない」（2004年・TBS） - 池永耕作
- 富豪刑事 第5話（2005年・テレビ朝日） - 新谷
- 水曜ミステリー9「神楽坂署・生活安全課」（2005年・テレビ東京） - 警視庁捜査一課・石上賢
- はるか17（2005年・テレビ朝日） - 宮前岩男
- 水戸黄門 第35部 第20話「男意気地の無法松 -福岡-」（2006年） - 富五郎
- 風のガーデン（2008年・フジテレビ） - 石山孟
- 熱中時代（2011年・NTV） - 濱口治
- ハイパーヨーヨーバーニング（2011年、テレビ東京） - キング原人
- クリスタル（2011年、千葉テレビ） - 岩松徹
- 月曜ゴールデン「遺品整理人 谷崎藍子」（2012年・毎日放送製作、TBS） - 高丸勇一
- 孤独のグルメ Season2 第7話 （2012年11月21日、テレビ東京）- ベテラン漁師 役
- 最高の離婚（2013年・フジテレビ） - 星野健彦
- ガリレオ 第2シーズン 第八章「演技る」（2013年・フジテレビ） - 段田団二郎
- 獣医さん、事件ですよ 第10話（2014年・読売テレビ製作、TBS） - 辰夫
- 鉄神ガンライザー東北ヒーローズ（2018年・テレビ岩手） - 後藤又三郎
- 日本沈没-希望のひと- 第5話（2021年11月14日、TBS） - 漁師
- 必殺仕事人（2023年1月8日、テレビ朝日） - 源蔵 役[16]

### 映画
- 極悪拳法（1974年） - 石丸大吉
- 青春讃歌 暴力学園大革命（1975年） - 戸部
- 神戸国際ギャング（1975年） - ノウガキ
- ボクサー（1977年）
- ハワイアン・ラブ 危険なハネムーン（1978年） - マルタ野高
- 白昼の死角（1979年） - イシマツ・ケイスケ
- その後の仁義なき戦い（1979年） - 和田元司
- 真田幸村の謀略（1979年） - 海野六郎
- 元祖大四畳半大物語（1980年） - ソコジカラ
- 月光仮面 THE MOON MASK RIDER（1981年） - タイガー・尾崎
- ハイティーン・ブギ（1982年） - 柴田
- 日本海大海戦 海ゆかば（1983年） - 松田一機曹
- 刑事物語 くろしおの詩（1985年） - 若林
- 最後の博徒（1985年） - 田辺省平
- 時計 Adieu l'Hiver（1986年） - ガードマン
- コブラ（1986年） - ナイト・スラッシャーの兄貴
- 野ゆき山ゆき海べゆき（1986年） - 田端軍曹
- 親鸞 白い道（1987年） - 阿藤太
- 塀の中のプレイ・ボール（1987年） - 三原良太
- 独身アパート どくだみ荘（1988年） - 伝吉
- ビー・バップ・ハイスクール 高校与太郎音頭（1988年） - 遠藤
- 太陽の帝国（1988年） - 日本兵（上官）
- ブラック・レイン（1989年） - 片山
- 226（1989年） - 陸相官邸憲兵曹長
- カンバック（1990年） - 鈴木丈
- 花の季節（1990年） - 北森啓輔
- オーロラの下で（1990年） - 憲兵
- Mr.レディー 夜明けのシンデレラ（1990年） - 稲村
- 仔鹿物語（1991年） - 駒井
- ミンボーの女（1992年） - プールのヤクザ
- おこげ（1992年） - 小夜子の二組目の養父
- タケオの夏 (1993年）-松岡拓二
- 完全なる飼育（1999年） - 大村刑事
- スペーストラベラーズ（2000年） - 庄田義政
- 親分はイエス様（2001年） - 桑原睦夫
- g@me.（2003年） - 年配の刑事
- 銃声 LAST DROP OF BLOOD（2003年） - 本山稔
- 歌舞伎町案内人（2004年） - ナガタ刑事
- シベリア超特急5（2005年） - 唐木鉄造
- ガッツ伝説 愛しのピット・ブル（2006年） - 森田石松
- スキージャンプ・ペア Road to TORINO 2006（2006年）
- WARU（2006年）
- 風雲児〜長者番付に挑んだ男〜（2006年） - 清水
- 五重塔（2007年） - 片岡十兵衛
- 逃亡くそたわけ 21才の夏（2007年） - 海坊主
- ぼくたちと駐在さんの700日戦争（2008年） - 孝昭の父
- 喧嘩高校軍団 特攻!國士義塾VS.朝高（2009年） - 段田
- デメキング（2009年） - 蜂屋正
- Blood ブラッド（2009年） - 田代係長
- 学忍（2010年） - 蝦瓦堂冥
- 劇場版TRICK 霊能力者バトルロイヤル（2010年5月8日、東宝） - ガッツ石まっ虫 役
  - トリック劇場版 ラストステージ（2014年1月11日、東宝） - ガッツ石まっ虫 役（映像出演）
- 罪と罰（2011年） - 松江伝作
- タナトス（2011年）
- JUDGEMENT（2012年）
- 恐竜を掘ろう（2013年）
- MOON★DREAM（2013年） - 源太郎
- おしん（2013年） - 松造
- シェリー（2013年）
- リベンジgirl（2017年） - スポーツ青空党代表

### Vシネマ
- 麗霆゛子 レディース!!（1994年） - 創山京太郎
- 修羅がゆく13 完結篇（2000年） - 春田組若頭補佐 大石達夫
- 示談屋（2000年） - 三蛇組組員 松野
- 首領への道13・14（2001年）- 名古屋 俊堂組組長  俊堂鋭次
- 実録・史上最大の抗争 義絶状2（2002年） - 錦城会二代目会長 岩井隆盛
- 新・日本の首領（2004年）- 辰野会直参組組長 須崎健吉
- 実録・不退の松葉（2005年） - 溝内組組長
- 修羅之魂 侠客立志編（2008年） - 横浜港湾荷役 元締め 北山  ※特別出演
- 下町任侠伝 鷹（2020年） - 七代目侠永一家組長 鷹羽彦晤郎

CM
- さのや
- 栃木県「とかいなか栃木」
- 原沢製薬工業「プリズマ ホルモン精・錠」
- 伊奈製陶「水洗トイレ」（1976年）
- アース製薬「ごきぶりホイホイ」（1977年）
- 佐藤製薬「ユンケル黄帝液」（1979年 - 1980年）
- ハウス食品「王風麺」（1981年 - 1982年）
- シャディ（1983年 - 1992年）
- モリト（1984年 - 1986年）
- 日清製油「サラダ油セット」（1984年 - 1985年）
- ダスキン「くうきばん」（1985年）
- 日本電信電話「タウンページ」（1985年 - 1986年）
- ロート製薬「パンシロン胃腸内服液」（1987年）
- 社会保険庁（1987年）
- えひめ飲料「ポンジュース」（2000年 - 2002年）
- 白夜書房「パチンコ・パチスロ必勝ガイド」（2000年）
- 農林中央金庫「JAバンク」（2000年 - 2001年）
- アサヒビール「ゴリッチュ」（2001年）
- WOWOW（2001年）
- ホテルニューふじや万葉亭（2001年 - 2002年）
- アビバジャパン（2001年 - 2003年）
- ヴァーナル「スキンケアセット」（2003年 - 2004年）
- スタッフサービス（2004年）
- ソニー・コンピュータエンターテインメント
  - サルアイトーイ 大騒ぎ!ウッキウキゲームてんこもりっ!!（2004年）
  - PlayStation Vita（2013年）
- 日本郵政公社「年賀状」（2004年 - 2005年）
- 見笹石材店（2004年 - 2006年）
- リコー「IPSiO」（2005年 - 2006年）
- 雇用促進事業会「あつまるくんの週刊求人案内」（2005年 - 2006年）
- カゴメ「野菜一日これ一本」（2005年）
- マルハン「MARUHAN DREAM CUP」（2007年）
- 湖池屋「ポテトチップス リッチコンソメ」（2007年 - 2008年）
- 明治製菓
  - スイーツガム（2009年）
  - キシリッシュ（2010年）
- ソフトバンク（2010年 - 2017年）
- サントリー食品インターナショナル「BOSS」（2010年 - 2011年）
- JX日鉱日石エネルギー「ENEOS」（2012年）
- 朝日新聞社「朝日新聞DIGHITAL」（2013年 - 2014年）
- 鍵「鍵レスキュー」（2014年 - ）
- バンダイナムコゲームズ「ドリフトスピリッツ」（2014年）
- ラクスル（2015年 - 2016年）
- マイケア「イタドリ」（2015年 - 2018年）
- ガッツ・ジャパン「ガッツレンタカー」（2016年 - ）
- OANDA JAPAN（2016年 - 2017年）
- ほたるの会「ほたる葬」（2020年 - ）
- サンワード貿易（2020年 - 2024年）
- 宇都宮市「いちご一会とちぎ国体・大会」（2022年）
- 鹿沼市「マイナンバーカード 取得拡大」（2023年 - ）
- スーパーセカンズ（2024年 - ）

このほか、丸大食品 の1985年ごろのCMにと妻と長女が出演したことがある。

## バラエティ
- クイズダービー（TBS）
- お笑いスター誕生!!（日本テレビ） - 審査員
- 中居正広のボクらはみんな生きている（フジテレビ） - 準レギュラー
- 全員正解あたりまえ!クイズ（TBS） - 準レギュラー
- 笑う犬の発見（フジテレビ） - 準レギュラー
- ネプリーグ (フジテレビ)
- 神出鬼没!タケシムケン（テレビ朝日） - 「ガッツの部屋」コーナーレギュラー
- 人気者でいこう!（朝日放送） - 「クイズ!ガッツ!ガッツ!」コーナーに出演
- 極楽とんぼのとび蹴りゴッデス（テレビ朝日）
- クイズ赤恥青恥（テレビ東京） - 著名人クイズ解答者
- ガッツ石松のこれさえ見ればOK牧場（テレビ朝日）
- ガッツ石松の人生いろいろOK牧場（ニッポン放送）
- Q ～こどものための哲学～ （NHK Eテレ）- チッチの声

## ミュージックビデオ
- サザンオールスターズが2014年にリリースしたシングル「東京VICTORY」のカップリング曲である「天国オン・ザ・ビーチ」のMVにゲスト出演している[17][18]。

- つりビットが2015年にリリースしたシングル 『負けないガッツ 〜いつか世界を釣り上げます〜』 のMVにタイトル通り出演している。

## 音楽

### シングル
| 発売日                           | 規格                 | 規格品番             | 面                   | タイトル                             | 作詞                 | 作曲                 | 編曲                 |
| ミノルフォンレコード             | ミノルフォンレコード | ミノルフォンレコード | ミノルフォンレコード | ミノルフォンレコード                 | ミノルフォンレコード | ミノルフォンレコード | ミノルフォンレコード |
| -------------------------------- | -------------------- | -------------------- | -------------------- | ------------------------------------ | -------------------- | -------------------- | -------------------- |
| 1974年9月1日                     | EP                   | KA-514               | A                    | 石松おとこ節                         | 藤田まさと           | 曽根幸明             | 曽根幸明             |
| 1974年9月1日                     | EP                   | KA-514               | B                    | 男なら                               | 米倉健司             | 曽根幸明             | 曽根幸明             |
| RCAレコード                      |                      |                      |                      |                                      |                      |                      |                      |
| 1978年                           | EP                   | RVS-1108             | A                    | 気がかり                             | 能渡谷守             | 万里村翔             | 高橋五郎             |
| 1978年                           | EP                   | RVS-1108             | B                    | ラスト・タンゴ                       | 万里村翔             | 万里村翔             | 高橋五郎             |
| 日本コロムビア                   |                      |                      |                      |                                      |                      |                      |                      |
| 1992年9月1日                     | 8cmCD                | COSC-358             | 1                    | 人生男道                             |                      |                      |                      |
| 1992年9月1日                     | 8cmCD                | COSC-358             | 2                    | 人生男道（カラオケ）                 | -                    |                      |                      |
| 1992年9月1日                     | 8cmCD                | COSC-358             | 3                    | ふるさと慕情                         |                      |                      |                      |
| 1992年9月1日                     | 8cmCD                | COSC-358             | 4                    | ふるさと慕情（カラオケ）             | -                    |                      |                      |
| トーラスレコード                 |                      |                      |                      |                                      |                      |                      |                      |
| 1995年6月7日                     | 8cmCD                | TADL-7402            | 1                    | 恋人ができたなら                     | 中山大三郎           | 中山大三郎           |                      |
| 1995年6月7日                     | 8cmCD                | TADL-7402            | 2                    | 夢の思い出                           |                      |                      |                      |
| 日本クラウン                     |                      |                      |                      |                                      |                      |                      |                      |
| 1999年3月25日                    | 8cmCD                | CRDN-603             | 1                    | 気                                   | 石井文生             | 櫻田誠一             |                      |
| 1999年3月25日                    | 8cmCD                | CRDN-603             | 2                    | 気（カラオケ）                       | -                    | 櫻田誠一             |                      |
| 1999年3月25日                    | 8cmCD                | CRDN-603             | 3                    | 父への感謝状                         |                      |                      |                      |
| 1999年3月25日                    | 8cmCD                | CRDN-603             | 4                    | 父への感謝状（カラオケ）             | -                    |                      |                      |
| 日本コロムビア                   |                      |                      |                      |                                      |                      |                      |                      |
| 2005年3月23日                    | CD                   | COCA-15747           | 1                    | ガッツ人生 ワッショイ祭り 〜OK牧場〜 | 宇川確               | サトウ進一 西村幸輔  |                      |
| 2005年3月23日                    | CD                   | COCA-15747           | 2                    | ちょっと恥ずかしい                   |                      |                      |                      |
| 2005年3月23日                    | CD                   | COCA-15747           | 3                    | 出世街道                             |                      |                      |                      |
| 徳間ジャパンコミュニケーションズ |                      |                      |                      |                                      |                      |                      |                      |
| 2015年4月8日                     | CD                   | TKCA-90697           | 1                    | OK食堂                               | もりちよこ           | 佐瀬寿一             | 佐瀬寿一             |
| 2015年4月8日                     | CD                   | TKCA-90697           | 2                    | かきのたね                           | もりちよこ           | 佐瀬寿一             | 渡邊理               |
| 2015年4月8日                     | CD                   | TKCA-90697           | 3                    | OK食堂（カラオケ）                   | -                    | 佐瀬寿一             | 佐瀬寿一             |
| 2015年4月8日                     | CD                   | TKCA-90697           | 4                    | かきのたね（カラオケ）               | -                    | 佐瀬寿一             | 渡邊理               |
| 2015年4月8日                     | CD                   | TKCA-90697           | 5                    | OK食堂（オンエアバージョン）         | もりちよこ           | 佐瀬寿一             | 佐瀬寿一             |

### アルバム
| 発売日         | 規格           | 規格品番       | タイトル |
| キングレコード | キングレコード | キングレコード | キングレコード |
| -------------- | -------------- | -------------- | --- |
| 1976年         | LP             | SKD-327        | ガッツ演歌・決定版 男のうた Side-1 1. 唐獅子牡丹 2. 東京流れ者 3. 久しぶりだね 4. 男なら 5. 裏町人生 Side-2 1. 旅姿三人男 2. 望獅子守唄 3. 赤とんぼ 4. 別れの一本杉 5. やすらぎ |

## 著書（共著を含む）
- 『生き残りケンカ哲学』（NP出版）1975
- 『ガッツ石松の人生タイトルマッチ 抱腹絶倒』（フットワーク出版、1983年4月） - ISBN 4-906175-02-3
- 『10キロならすぐやせられる―食べて飲んで脂肪を落とす9日で10キロ減量法』（青春出版社、1984年10月） - ISBN 4-413-01362-X
- 『男・石松のガッツエンターテイメント―新人生タイトルマッチ』（フットワーク出版、1989年1月） - ISBN 4-906175-52-X
- 『ガッツ流人生ラウンド』（近代映画社、1992年4月） - ISBN 4-7648-1689-X
- 『神様ありがとう俺の人生』鈴木有二（維摩書房、1999年4月） - ISBN 4-7952-7684-6
- 『最驚!ガッツ伝説』（光文社、2004年7月）
- 『最驚!ガッツ伝説2』（光文社、2004年11月） - ISBN 4-334-97469-4
- 『鉄腕ガッツ!!』（ベストセラーズ、2004年12月） - ISBN 4-584-18848-3
- 『人生はOK牧場!』（幻冬舎、2004年12月） - ISBN 4-344-00726-3
- 『遠くで笑い聲が聴こえる』（実業之日本社、2005年5月） - ISBN 4-408-59247-1
- 『劣勢からの逆転力ガッツの知恵』青志社, 2009
- 『愛と幸せのばかぢから ガッツ流人生哲学が日本を救う!』ベースボール・マガジン社新書 2009.

監修
- 『鈴木佑季の最驚バナナレシピ 〜ガッツ石松父娘の愛情料理〜』（中経出版、2004年10月）

### その他
- 2008年1月9日より2009年3月25日まで、『読売新聞』水曜夕刊の「ムチャぶり大作戦」と題したコーナーに、SHEILAと隔週で紙上登場。“ガッツ将軍”として、様々な「指令」を出していた。